# Tore Gudmundsson
Tore Gudmundsson (Thore Gudmundssøn), död 8 augusti 1214, var en norsk prelat.
Tore  var korbroder vid Halvardskyrkan i Oslo, utnämndes till ärkebiskop i Nidaros stift 1205 och mottog 1206 sitt pallium i Rom. Han var en fredsälskande man och medverkade bland annat till förlikningen i Vitingsö mellan  birkebeinar och bagler.